# Рысь, Гжегож
Гже́гож Во́йцех Рысь (пол. Grzegorz Wojciech Ryś, род. 9 февраля 1964 года, Краков, Малопольское воеводство, Польская Народная Республика) — польский кардинал. Ректор краковской Высшей духовной семинарии с 2007 по 2011. Титулярный епископ Аркавики и вспомогательный епископ Кракова с 16 июля 2011 по 14 сентября 2017. Архиепископ Лодзи с 14 сентября 2017. Кардинал-священник с титулом церкви Санти-Чирилло-э-Методио с 30 сентября 2023.

## Биография
С 1982 по 1988 год Гжегож Рысь обучался в краковской семинарии, одновременно изучая богословие на теологическом и историческом факультетах в краковской Богословской академии. 22 мая 1988 года был рукоположён в священника, после чего служил викарием в приходе святых Маргариты и Екатерины в Кентах. В 1994 году защитил диссертацию на тему «Średniowieczna pobożność ludowa na ziemiach polskich» (Средневековая народная духовность на польских землях), получив научную степень доктора наук в области теологии. В 2000 году, защитив диссертацию о Яне Гусе, Рысь получил постдокторскую степень в области истории.
C 2007 по 2011 год был ректором Высшей духовной семинарии в Кракове.
16 июля 2011 года Римский папа Бенедикт XVI назначил Гжегожа Рыся титулярным епископом Аркавики и вспомогательным епископом краковской архиепархии. 28 сентября 2011 года состоялось рукоположение Гжегожа Рыся, которое совершил краковский архиепископ кардинал Станислав Дзивиш в сослужении с кардиналом Франтишеком Махарским и кардиналом Станиславом Рылко.